# Sporophila minuta
El  semillero pechirrufo (Sporophila minuta) es una especie de ave paseriforme de la familia Thraupidae perteneciente al numeroso género Sporophila. Es nativo de México, América Central y el norte de América del Sur. 

## Nombres comunes
Se le conoce también por espiguero ladrillo (en Colombia), sabanero ladrillo (en Colombia), espiguero pechirrojizo (en Ecuador y Panamá), espiguero menudo (en Costa Rica), semillero pecho rojizo (en Honduras), espiguero canelo (en Nicaragua), espiguero canellillo (en Venezuela), espiguero pechicanelo o pecho canela (en México) o semillerito pechicanelo.

## Distribución y hábitat
Se distribuye por México desde las tierras semiáridas del suroeste (desde Nayarit y Jalisco) hacia el sur, a lo largo de toda la vertiente pacífica de toda América Central (Guatemala, El Salvador, Honduras, Nicaragua, Costa Rica  y Panamá), y en el norte de Sudamérica desde Colombia hacia el este por Venezuela, Trinidad y Tobago, Guyana, Surinam, Guayana Francesa y norte de Brasil (en la región de la desembocadura del río Amazonas). Su límite sur se encuentra en el noreste y extremo oeste de Brasil, este de Colombia y extremo norte de Ecuador.
Esta especie es considerada localmente común en sus hábitats naturales: las sabanas, pastizales poco perturbados y pastajes, hasta los 1600 m de altitud. También aparece en jardines, parques y campos de cultivo. 

## Descripción
Los adultos miden unos 9 cm de longitud y pesan 8 g. El pico es cónico, grueso en la base y relativamente corto. Los machos son de color gris opaco en las partes dorsales, y color canela en las partes ventrales y la rabadilla. Puede haber algo de blanco en las alas. Las hembras son pardas pálidas, de coloración más diluida en el pecho y con tintes amarillentos en rabadilla y vientre.

## Comportamiento
Su alimentación es principalmente a base de semillas. 
La temporada reproductiva comprende de junio a agosto. Sus nidos son cuencos elaborados de raicillas, pastos y otras fibras vegetales, y se construyen sobre árboles o arbustos.
El canto del macho es parecido al del canario (Serinus canaria), generalmente terminando con un zumbido.

## Sistemática

### Descripción original
La especie S. minuta fue descrita por primera vez por el naturalista sueco Carlos Linneo en 1758 bajo el nombre científico Loxia minuta; su localidad tipo es: «Surinam».

### Etimología
El nombre genérico femenino Sporophila es una combinación de las palabras del griego «sporos»: semilla, y  «philos»: amante; y el nombre de la especie «minuta» proviene del latín «minutus» que significa «pequeño».

### Taxonomía
Los estudios genético-moleculares cubriendo las Sporophila de gorro («capuchinos»), encontraron que las mismas forman dos clados, un clado norteño mayormente al norte del río Amazonas conteniendo la presente especie y Sporophila castaneiventris, y un clado sureño que consiste de S. hypoxantha, S. hypochroma, S. ruficollis, S. palustris, S. cinnamomea y S. melanogaster, con S. bouvreuil hermana de este grupo.  El taxón propuesto S. hypochroma rothi (con base en un único espécimen de Abary, en el noreste de Guyana) probablemente sea un híbrido entre la presente especie y S. castaneiventris.

### Subespecies
Según las clasificaciones del Congreso Ornitológico Internacional (IOC) y Clements Checklist/eBird v.2019 se reconocen tres subespecies, con su correspondiente distribución geográfica:
- Sporophila minuta parva (Lawrence), 1883 – tierras bajas áridas del suroeste de México (Nayarit) hasta Nicaragua.
- Sporophila minuta centralis Bangs & T.E. Penard, 1918 – suroeste de Costa Rica y pendiente del Pacífico de Panamá.
- Sporophila minuta minuta (Linnaeus), 1758 – Colombia hasta Venezuela, las Guayanas, Amazonia brasileña, Trinidad, Tobago.